# John Peters Humphrey
John Peters Humphrey (30 de abril de 1905 - 14 de marzo de 1995) fue un abogado y jurista canadiense, defensor de los derechos humanos. Es conocido por haber redactado el primer borrador de la Declaración Universal de los Derechos Humanos.

## Publicaciones
- Humphrey, John Peters (1984). Human Rights and the United Nations: A Great Adventure (en inglés). autobiografía. Nueva York: Transnational Publishers.